# Vóinovo
Vóinovo (en rus: Войново) és un poble de l'óblast de Vladímir, a Rússia, segons el cens del 2010 tenia 390 habitants. Pertany al districte municipal de Mélenki.